# Filmfare Awards (1986)
33-я церемония награждения Filmfare Awards прошла в городе Бомбей 29 января 1987 года. На ней были отмечены лучшие киноработы на хинди, вышедшие в прокат до конца 1985 года.

## Список лауреатов и номинантов
Лауреаты премии в игровых и музыкальных категориях выделены полужирным шрифтом на золотом фоне, а также, по возможности, представлены фотографиями.

### Основные премии
| Категории                         | Фото лауреатов       | Лауреаты и номинанты                                      | Фильмы                                             | Роли                                               |
| --------------------------------- | -------------------- | --------------------------------------------------------- | -------------------------------------------------- | -------------------------------------------------- |
| Лучший фильм                      | Лучший фильм         | • «Арджун» (реж. Рахул Равайл, прод. Джавед Ахтар)        | • «Арджун» (реж. Рахул Равайл, прод. Джавед Ахтар) | • «Арджун» (реж. Рахул Равайл, прод. Джавед Ахтар) |
| Лучший фильм                      | Лучший фильм         | • «Ghulami» (реж. Дж. П. Датта, прод. Фарух Надиадвала)   |                                                    |                                                    |
| Лучший фильм                      | Лучший фильм         | • «Невинная жертва» (реж. Субхаш Гхай, прод. Н. Н. Сиппи) |                                                    |                                                    |
| Лучший фильм                      | Лучший фильм         | • «Ганг, твои воды замутились» (реж. и прод. Радж Капур)  |                                                    |                                                    |
| Лучший фильм                      | Лучший фильм         | • «Море любви» (реж. Рамеш Сиппи, прод. Г. П. Сиппи)      |                                                    |                                                    |
| Лучшая режиссёрская работа        |                      | • Махеш Бхатт                                             | «Рождение»                                         | «Рождение»                                         |
| Лучшая режиссёрская работа        | • Рахул Равайл       | «Арджун»                                                  | «Арджун»                                           |                                                    |
| Лучшая режиссёрская работа        | • Радж Капур         | «Ганг, твои воды замутились»                              | «Ганг, твои воды замутились»                       |                                                    |
| Лучшая режиссёрская работа        | • Рамеш Сиппи        | «Море любви»                                              | «Море любви»                                       |                                                    |
| Лучшая мужская роль               |                      | • Амитабх Баччан                                          | «Раджа»                                            | Раджу Сингх                                        |
| Лучшая мужская роль               | • Анил Капур         | «Невинная жертва»                                         | Арун Верма                                         |                                                    |
| Лучшая мужская роль               | • Камал Хасан        | «Море любви»                                              | Раджа                                              |                                                    |
| Лучшая мужская роль               | • Кумар Гаурав       | «Рождение»                                                | Рахул                                              |                                                    |
| Лучшая мужская роль               | • Риши Капур         | «Куртизанка»                                              | Давуд Моххамед Али Хан Юсуф Заки                   |                                                    |
| Лучшая женская роль               |                      | • Димпл Кападия                                           | «Море любви»                                       | Мона ДеСильва                                      |
| Лучшая женская роль               | • Джая Прада         | «Жестокая судьба»                                         | Яшода, её дочь Аша                                 |                                                    |
| Лучшая женская роль               | • Мандакини          | «Ганг, твои воды замутились»                              | Ганга Сингх                                        |                                                    |
| Лучшая женская роль               | • Падмини Колхапуре  | «Любовь не сломить»                                       | Прити Пратап / Прити Кханна                        |                                                    |
| Лучшая женская роль               | • Рати Агнихотри     | «Куртизанка»                                              | Султана                                            |                                                    |
| Лучшая мужская роль второго плана |                      | • Амриш Пури                                              | «Невинная жертва»                                  | Дж. Д. Тхаркал                                     |
| Лучшая мужская роль второго плана | • Анупам Кхер        | «Рождение»                                                | Вирендра                                           |                                                    |
| Лучшая мужская роль второго плана | • Камал Хасан        | «Море любви»                                              | Раджа                                              |                                                    |
| Лучшая мужская роль второго плана | • Кулбхушан Харбанда | «Ghulami»                                                 | Хавалдар Гопи Дада                                 |                                                    |
| Лучшая мужская роль второго плана | • Саид Джаффри       | «Ганг, твои воды замутились»                              | Кундж Бихари                                       |                                                    |
| Лучшая мужская роль второго плана | • Утпал Датт         | «Saaheb»                                                  | Балдри Прасад Шарма                                |                                                    |
| Лучшая женская роль второго плана |                      | • Анита Канвар                                            | «Рождение»                                         | Налини                                             |
| Лучшая женская роль второго плана | • Мадхур Джаффри     | «Море любви»                                              | Камладеви                                          |                                                    |
| Лучшая женская роль второго плана | • Нутан              | «Невинная жертва»                                         | Арти                                               |                                                    |
| Лучшая женская роль второго плана | • Ракхи Гулзар       | «Saaheb»                                                  | Суджата Шарма                                      |                                                    |
| Лучшая женская роль второго плана | • Сушма Сетх         | «Куртизанка»                                              | Амина Бай                                          |                                                    |
| Лучшая женская роль второго плана | • Танви Азми         | «Pyari Behna»                                             | Сита                                               |                                                    |
| Лучшее исполнение комической роли |                      | • Амджад Хан                                              | «Maa Kasam»                                        | Чакрадхари                                         |
| Лучшее исполнение комической роли | • Амджад Хан         | «Праздник весны»                                          | Ватсьяяна (автор Камасутры)                        |                                                    |
| Лучшее исполнение комической роли | • Анну Капур         | «Праздник весны»                                          | массажист, стремящийся к аскезе                    |                                                    |
| Лучшее исполнение комической роли | • Девен Варма        | «Saaheb»                                                  | Парешан                                            |                                                    |
| Лучшее исполнение комической роли | • Кадер Хан          | «Aaj Ka Daur»                                             | Вишвапратап Гьяндео Агнихотри                      |                                                    |
| Лучший сюжет                      |                      | • Ч. Т. Кханолкар                                         | «Ankahee»                                          | «Ankahee»                                          |
| Лучший сюжет                      | • Алим Масрур        | «Куртизанка»                                              | «Куртизанка»                                       |                                                    |
| Лучший сюжет                      | • Джавед Ахтар       | «Арджун»                                                  | «Арджун»                                           |                                                    |
| Лучший сюжет                      | • К. К. Сингх        | «Ганг, твои воды замутились»                              | «Ганг, твои воды замутились»                       |                                                    |
| Лучший сюжет                      | • Махеш Бхатт        | «Рождение»                                                | «Рождение»                                         |                                                    |
| Лучший сюжет                      | • Раджан Рой         | «Saaheb»                                                  | «Saaheb»                                           |                                                    |

### Музыкальные премии
| Категории                       | Фото лауреатов        | Лауреаты и номинанты         | Фильмы                       | Песни                   |
| ------------------------------- | --------------------- | ---------------------------- | ---------------------------- | ----------------------- |
| Лучшая музыка к песне           |                       | • Лаксмикант-Пьярелал        | «Невинная жертва»            | «Невинная жертва»       |
| Лучшая музыка к песне           | • Лаксмикант-Пьярелал | «Любовь не сломить»          | «Любовь не сломить»          |                         |
| Лучшая музыка к песне           | • Лаксмикант-Пьярелал | «Sur Sangam»                 | «Sur Sangam»                 |                         |
| Лучшая музыка к песне           | • Р. Д. Бурман        | «Море любви»                 | «Море любви»                 |                         |
| Лучшая музыка к песне           | • Равиндра Джайн      | «Ганг, твои воды замутились» | «Ганг, твои воды замутились» |                         |
| Лучшие слова к песне            |                       | • Ананд Бакши                | «Невинная жертва»            | «Zindagi Har Kadam»     |
| Лучшие слова к песне            | • Анжан               | «Saaheb»                     | «Yaar Bina Chain»            |                         |
| Лучшие слова к песне            | • Хасан Камал         | «Куртизанка»                 | «Bahut Der Se»               |                         |
| Лучшие слова к песне            | • Хасрат Джайпури     | «Ганг, твои воды замутились» | «Sun Saheba Sun»             |                         |
| Лучшие слова к песне            | • Джавед Ахтар        | «Море любви»                 | «Saagar Kinare»              |                         |
| Лучшие слова к песне            | • Васант Дев          | «Праздник весны»             | «Dil Kyon Behqa»             |                         |
| Лучший мужской закадровый вокал |                       | • Кишор Кумар                | «Море любви»                 | «Saagar Kinare»         |
| Лучший мужской закадровый вокал | • Шаббир Кумар        | «Любовь не сломить»          | «Tum Se Milkar Na Jane Kyon» |                         |
| Лучший мужской закадровый вокал | • Суреш Вадкар        | «Ганг, твои воды замутились» | «Main Hi Main Hoon»          |                         |
| Лучший женский закадровый вокал |                       | • Анурадха Паудвал           | «Праздник весны»             | «Mere Man Bajo Mridang» |
| Лучший женский закадровый вокал | • Кавита Кришнамурти  | «Любовь не сломить»          | «Tumse Milkar»               |                         |
| Лучший женский закадровый вокал | • С. Джанаки          | «Saaheb»                     | «Yaar Bina Chain Kahan Re»   |                         |

### Премии критиков
| Категории                   | Фильмы-лауреаты                                                              |
| --------------------------- | ---------------------------------------------------------------------------- |
| Лучший художественный фильм | • «Оцепенение» (реж. Говинд Нихалани, прод. Манмохан Шетти, Говинд Нихалани) |
| Лучший документальный фильм | • «Bombay Our City» (реж. Ананд Патвардхан)                                  |

### Технические премии
| Категории                            | Лауреаты                       | Фильмы                       |
| ------------------------------------ | ------------------------------ | ---------------------------- |
| Лучший диалог                        | • Рахи Масум Реза              | «Куртизанка»                 |
| Лучший сценарий                      | • Гаутам Гхош и Парта Банерджи | «Переправа»                  |
| Лучший монтаж                        | • Радж Капур                   | «Ганг, твои воды замутились» |
| Лучшая операторская работа           | • С. М. Анвар                  | «Море любви»                 |
| Лучшая работа художника-постановщика | • Среш Дж. Савант              | «Ганг, твои воды замутились» |
| Лучший звук                          | • А. Радха Свами               | «Shiva Ka Insaaf»            |

## Наибольшее количество номинаций и побед
- «Ганг, твои воды замутились» – 10 (5)
- «Море любви» – 10 (4)
- «Куртизанка» – 6 (2)
- «Невинная жертва» – 6 (2)
- «Saaheb» – 6 (0)